# Giorgio Grigolli

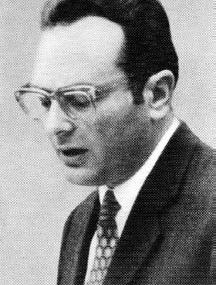
Giorgio Grigolli

Giorgio Grigolli (* 21. Dezember 1927 in Mori; † 8. November 2016 in Trient) war ein italienischer Politiker.

## Leben
Grigolli beendete 1952 sein Jura-Studium an der Universität Bologna, im selben Jahr begann er für die Trientner Tageszeitung l’Adige zu arbeiten. 
Im Jahr 1958 wurde Grigolli zum Sekretär der Democrazia Cristiana im Trentino, 1964 wurde er als Abgeordneter in den Regionalrat Trentino-Südtirol und damit gleichzeitig in den Trentiner Landtag gewählt. Ab 1967 stand er als Präsident der Region der Regionalregierung Trentino-Südtirol vor, dieses Amt bekleidete er bis 1973.
Im selben Jahr wurde er Regionalsekretär der DC, diesen Posten behielt er bis zur Auflösung der Partei 1993. 1974 löste Grigolli Bruno Kessler ab und war bis 1979 Landeshauptmann des Trentino, bis 1983 gehörte er noch dem Regionalrat an.
| Personendaten    | Personendaten           |
| ---------------- | ----------------------- |
| NAME             | Grigolli, Giorgio       |
| KURZBESCHREIBUNG | italienischer Politiker |
| GEBURTSDATUM     | 21. Dezember 1927       |
| GEBURTSORT       | Mori                    |
| STERBEDATUM      | 8. November 2016        |
| STERBEORT        | Trient                  |